# Rønne
Rønne es la capital y mayor localidad de la isla de Bornholm, Dinamarca. Cuenta con una población de 13.387 habitantes en 2012.

## Historia
Es posible que, debido a su puerto natural, haya existido en Rønne un asentamiento pesquero desde la era vikinga. A finales del siglo XIII se comenzó a construir la iglesia de San Nicolás, dedicada al santo patrono de los pescadores. En 1327 Rønne obtuvo los privilegios de ciudad comercial (købstad), y en ese tiempo era ya la localidad más importante y más grande de Bornholm. Comerciantes de la ciudad hanseática de Greifswald establecieron, hacia el año 1400, una estación comercial en Rønne. En 1525 la ciudad, junto con la isla, fue transferida en prenda a Lübeck debido a la incapacidad de pago del rey de Dinamarca. Los de Lübeck establecieron impuestos en toda la isla, y aunque su presencia representó una expansión en el comercio del pescado de Rønne, los impuestos, cada vez mayores, resultaron impopulares entre la población. En 1576 la isla fue devuelta a la Corona danesa.
Con la pérdida de las provincias escanesas ante Suecia en el Tratado de Roskilde de 1658, la importancia estratégica de Bornholm creció considerablemente y Rønne fue fortificada con murallas y fosos. En el siglo XVIII surgió en Rønne una importante actividad relojera, así como producción de cerámica, ladrillos, tejas y tallado del granito. A estas actividades artesanales se añadió, a mediados del siglo XIX, la industria del acero y la producción de maquinaria. En 1840 se inauguró una ruta marítima regular entre Rønne y Copenhague, lo que benefició particularmente a la naciente industria pesquera y alimenticia. Para 1890, casi la mitad de la población de Rønne dependía de la industria y la artesanía (en especial cerámica, cantera y metales). Otras actividades eran la pesca y la navegación.
En 1900 se inauguró la primera línea de tren en la isla, la línea Rønne-Aakirkeby-Nexø. La red ferroviaria se extendió rápidamente a otras localidades, lo que hizo crecer aún más la industria. En Rønne surgió también la industria transformadora de productos agrícolas.
En 1945, al final de la Segunda Guerra Mundial y contrario a lo sucedido en el resto de Dinamarca, los alemanes no desocuparon Bornholm. Ante la negativa del comandante alemán de capitular ante los soviéticos, estos bombardearon severamente Rønne y Nexø los días 7 y 8 de mayo de 1945. Después del primer bombardeo ambas ciudades fueron evacuadas y poco después los soviéticos ocuparon la isla, donde permanecieron hasta el 16 de marzo de 1946. Por el bombardeo, 212 edificios de Rønne fueron destruidos y más de 3.000 resultaron con daños. La reconstrucción fue posible gracias a la ayuda internacional, como la donación de Suecia de 225 casas de madera.
En la posguerra, el puerto fue ampliado, la última vez en 1956. La producción industrial continuó siendo la principal fuente de ingresos hasta la década de 1960, coincidiendo con el crecimiento de la población. En esa misma década se alcanzó la cifra de más de 15.000 habitantes, para contraerse ligeramente en las décadas siguientes, cuando la industria decayó.
En 1970 se creó el municipio de Rønne. En 2007 entró en vigencia una nueva reforma territorial en Dinamarca. Ese año, se decidió la integración de los 5 municipios de Bornholm en uno solo, del que Rønne fue designada capital administrativa.